# 치성
치성(雉城)은 성곽의 시설 중 하나로, 성곽 일부분을 네모나게 돌출시켜 적들을 손쉽게 진압할 수 있게 만들었다. 곡장과는 비슷하지만 다르다.

## 치성이 있는 지역

### 대한민국의 치성
- 한양도성
- 화성

### 광양 마로산성
- 전남 광양 용강리 소재.
- 사적 제492호
- 백제~통일신라까지 사용
- 임진왜란 광양만 전투지 사용
- 세 개의 문지와 두개의 치성이 있다.
- 보존상태가 매우 양호하고 많은 유물 출토로 매우 중요한 역사적 자료